# Lee Carsley
 (octobre 2022).
Si vous disposez d'ouvrages ou d'articles de référence ou si vous connaissez des sites web de qualité traitant du thème abordé ici, merci de compléter l'article en donnant les références utiles à sa vérifiabilité et en les liant à la section « Notes et références ».
Lee Kevin Carsley, né le 28 février 1974 à Birmingham, est un footballeur international irlandais reconverti entraîneur. Il joue au poste de milieu de terrain entre 1994 et 2011.

## Biographie

### Joueur

#### Derby County
Milieu défensif, Carsley commence sa carrière dans le club de Derby County et fait ses débuts avec ce club lors de la victoire 6-1 lors de la phase de groupe de la Coupe anglo-italienne contre Cesena le 6 septembre 1994. Il devient ensuite un élément régulier de l'équipe pendant les saisons 1994-1995 et 1995-1996, jouant 37 rencontres et marquant deux buts lors de la dernière campagne pour aider les Rams à terminer à la deuxième place et à être promus en Premier League. Carsley joue 30 matchs lors de sa première saison en première division et le club consolide sa place en terminant à la 12e place. Il reste à Pride Park jusqu'en mars 1999 et quitte Derby après avoir joué 166 matchs et inscrit cinq buts pour le club.

#### Blackburn Rovers
Carsley rejoint les Blackburn Rovers en difficulté en Premier League en mars 1999 pour un montant de 3,4 millions de livres sterling. Il dispute 8 rencontres au cours des deux derniers mois de la saison 1998-1999 et ne goûte pas à la victoire avant de subir la relégation du club en First Division. En deuxième division, Carsley est replacé à un rôle de milieu de terrain plus avancé par le manager Brian Kidd et montre la meilleure forme de sa carrière en tant que buteur, en tête du classement du club avec 11 buts, bien que les Rovers ne puissent pas terminer mieux que 11e. Bien qu'il ne soit pas apprécié par le nouveau manager Graeme Souness et qu'il souhaite être transféré, Carsley joue jusqu'à la saison 2000-2001, avant de quitter le club en décembre 2000. Carsley joue 55 matchs et marque 13 buts pendant un peu plus de 18 mois à Ewood Park. En 2013, il annonce qu'il avait aimé travailler sous la direction de Brian Kidd et vivre dans la ville.

#### Coventry City
Carsley signe avec le club de Premier League de Coventry City en décembre 2000 pour un contrat de quatre ans et demi pour un montant estimé à 2,5 millions de livres sterling. Bien qu'il soit presque titulaire à chaque match sous Gordon Strachan, il ne peut empêcher le club de Highfield Road de subir une relégation en deuxième division pour la première fois depuis 34 ans.

#### En équipe nationale
Il participe à la Coupe du monde 2002 avec l'équipe d'Irlande.

### Entraîneur
En août 2024, il remplace Gareth Southgate en étant nommé par intérim sélectionneur de l'équipe d'Angleterre. L'Allemand Thomas Tuchel lui succède le 1er janvier 2025.

## Palmarès

### En tant qu'entraîneur
- Angleterre espoirs
  - Vainqueur du Championnat d'Europe en 2023.

#### Distinction individuelle
- Nommé entraîneur du mois du Championnat d'Angleterre de deuxième division en octobre 2015.